# Grupo Desportivo de Peniche
Il Grupo Desportivo de Peniche, meglio conosciuta come Peniche o con l'acronimo GDP, è una squadra calcio portoghese, con sede a Peniche, nel distretto di Leiria.

## Storia
La squadra venne fondata il 30 maggio 1941 a Peniche per volontà del dottor Ernesto Moreira che unì le varie piccole realtà calcistiche locali in un solo club. Dalla fine degli anni '40 alla fine degli anni '80 del XX secolo gioca quasi ininterrottamente nella serie cadetta lusitana, sfiorando in più occasioni la promozione nella massima divisione, come accaduto nella Segunda Divisão 1971-1972.
A partire dagli anni '90 la squadra ha abbandonato la serie cadetta e non è più riuscita ad ottenere risultati di rilievo.